# Genferei
Genferei (Frans: genevoiserie) is een term waarmee men absurde politieke situaties in het Zwitserse kanton Genève beschrijft. Buiten het kanton wordt het woord op een pejoratieve manier gebruikt om aan te geven dat zulke situaties vaker voorkomen in Genève dan elders.

## Betekenis
Genferei is een Duits leenwoord dat is afgeleid van Genf, de Duitse benaming van de stad Genève. De term werd voor het eerst gebruikt in de 19e eeuw, toen in 1864 de kandidatuur van James Fazy voor een zetel in de kantonnale regering van Genève leidde tot onrusten waarbij federale troepen moesten tussenkomen om de orde te herstellen.
Van 2011 tot 2019 reiken Geneefse journalisten jaarlijks de Prix de la Genferei uit. In 2019 werd deze prijs gewonnen door Pierre Maudet.